# Zgodnji zemljevidi sveta
Najstarejši znani zemljevidi sveta segajo v klasično antiko, najstarejši primeri od 6. do 5. stoletja pred našim štetjem pa še vedno temeljijo na paradigmi ploske Zemlje. Zemljevidi sveta, ki predvidevajo sferično Zemljo, se najprej pojavijo v helenističnem obdobju. Razvoj grške geografije v tem času, predvsem Eratosten in Posidonij, je dosegel vrhunec v rimskem obdobju, s Ptolemajevim zemljevidom sveta (2. stoletje), ki je ostal verodostojen še v srednjem veku.
Od Ptolemaja je znanje o približni velikosti sveta omogočalo kartografom, da so ocenili obseg svojega geografskega znanja in navedli dele sveta, za katere je bilo znano, da obstajajo, vendar še niso bili raziskani kot terra incognita. V  obdobju velikih odkritij od 15. do 18. stoletja so zemljevidi sveta postali vedno bolj natančni; raziskovanje Antarktike, Avstralije in notranjosti Afrike s strani zahodnih izdelovalcev zemljevidov je bilo prepuščeno 19. in začetku 20. stoletja.

## Stari vek

### BabilonskiImago Mundi(ca. 6. st. pr. n. št.)
Babilonski zemljevid sveta, znan kot Imago Mundi, je običajno datiran v 6. stoletje pr. n. št.  Zemljevid, ki ga je rekonstruiral Eckhard Unger, kaže Babilon ob Evfratu, ki ga obkroža krožna kopenska masa, ki prikazuje Asirijo, Urartu (Armenija)  in več drugih mest, obdan z »grenko reko« (Okean), z osmimi obrobnimi regijami (nagu) razporejenimi okoli njega v obliki trikotnikov, tako da tvorijo zvezdo. Priloženo besedilo omenja razdaljo sedem beru med obrobnimi regijami. Opisi petih so ohranjeni :
- tretja regija, kjer »krilata ptica ne konča svojega leta«, tj. ne more doseči.
- na četrti regiji »je svetloba svetlejša od sončne svetlobe ali zvezd«: ležala je na severozahodu, po poletnem sončnem zahodu pa je bila praktično v pol-pozimi.
- peta regija, na severu, je ležala v popolni temi, dežela »kjer ne vidimo ničesar« in »sonce ni vidno«.
- šesta regija, »kjer prebiva rogati bik in napade novega«
- sedmo območje je ležalo na vzhodu in je »tam, kjer je zjutraj zora«.

Zadnji odstavek povzema: »V vseh osmih regijah (nagu) štirih obal (kibrati) [zemlje ...] njihovo notranjost nihče ne pozna«. [1

### Anaksimander (c. 610 – 546 pr. n. št.)
Anaksimander (umrl c. 546 pr. n. št.) je zaslužen za to, da je ustvaril enega od prvih zemljevidov sveta , ki je imel krožno obliko in je pokazal znane dežele sveta, združene okoli Egejskega morja v središču. Vse je bilo obkroženo z oceanom.

### Hekataj iz Mileta (c. 550–476 pr. n. št.)
Hekataj iz Mileta (umrl c. 476 pr. n. št.) je zaslužen za delo z naslovom Ges Periodos ('Potuje okoli Zemlje' ali 'Raziskava sveta'), v dveh knjigah, organiziranih v obliki periplusa, od točke do točke obale. Ena o Evropi, je v bistvu periplus Sredozemlja, ki opisuje vsako regijo in seže tako daleč severno kot do  Skitije, druga knjiga o Aziji pa je urejena podobno kot Periplus Eritrejskega morja, katere različica iz 1. stoletja je ohranjena. Hekatej je opisal države in prebivalce znanega sveta, opis Egipta je še posebej izčrpen; opis je spremljala karta, ki je temeljila na Anaksimandrovem zemljevidu Zemlje, ki jo je popravil in razširil. Delo je ohranjeno le v približno 374 delcih, daleč večji del pa je naveden v geografskem leksikonu Ethnika, ki ga je sestavil Štefan iz Bizanca.

### Eratosten (276–194 pr. n. št.)
Eratosten (276–194 pr. n. št.) je pripravil izboljšan zemljevid sveta, ki je vključeval informacije iz pohodov Aleksandra Velikega in njegovih naslednikov. Azija je postala širša in odraža novo razumevanje dejanske velikosti celine. Eratosten je bil tudi prvi geograf, ki je v svoje kartografske prikaze vključil vzporednice in meridiane, kar potrjuje njegovo razumevanje sferične narave Zemlje.

### Posidonij (c. 150–130 pr. n. št.)
Posidonij iz Apameje (ok. 135–51 pr. n. št.) je bil grški stoični filozof, ki je potoval po vsem rimskem svetu in drugod in je bil slaven polihistor v grško-rimskem svetu, kot sta Aristotel in Eratosten. Njegovo delo o oceanu in sosednjih območjih je bila splošna geografska razprava, ki je pokazala, kako so vse sile vplivale druga na drugo in se nanašale tudi na človeško življenje. Meril je obseg Zemlje glede na položaj zvezde Canopus. Njegova meritev v višino 240.000 stadijev pomeni 39.000 km, blizu dejanskega obsega 40.074 km. 
Seznanil se je z Eratostenovimi dognanji, ki je stoletje prej uporabljal dvig Sonca na različnih zemljepisnih širinah. Obe podatka za Zemljin obseg sta bila nenavadno natančna, v vsakem primeru pa sta mu pomagala pri  medsebojni kompenzaciji napake pri merjenju. Vendar je bila različica Posidonijevega izračuna, ki jo je Strabon populariziral, popravljena tako, da je popravila razdaljo med Rodosom in Aleksandrijo na 3.750 stadijev, kar je povzročilo obseg 180.000 stadijev ali 29.000 km. Ptolemaj je razpravljal o tej revidirani podobi Posidonija nad Eratostenom v svojem delu Geographica, v srednjem veku pa je učence razdelil na dva tabora glede na obseg Zemlje, ena stran se je identificirala z Eratostenovim izračunom, druga pa s Posidonijevim.

### Strabon (c. 64 pr. n. št. – 24 n. št.)
Strabon je večinoma znan po svojem delu Geographica v 17 zvezkih, kjer je predstavil opisno zgodovino ljudi in krajev iz različnih regij sveta, ki so bile znane v tistem času. Geographica se je v zahodni Evropi prvič pojavila v Rimu kot latinski prevod, izdan okrog leta 1469. Čeprav je Strabon omenil antične grške astronome Eratostena in Hiparha ter priznal svoja astronomska in matematična prizadevanja za geografijo, je trdil, da je opisen pristop bolj praktičen. Geographica je dragocen vir informacij o antičnem svetu, zlasti kadar te informacije potrjujejo drugi viri. V knjigi tudi je zemljevid Evrope. Celotni zemljevidi sveta po Strabonu so rekonstrukcije iz njegovega pisanega besedila.

### Pomponij Mela (okoli leta 43)
Pomponij je edinstven med starimi geografi, ki je po tem, ko je Zemljo razdelil na pet območij, od katerih sta bili samo dve obljudeni, uveljavljal obstoj antihtonov, ljudi, ki so živeli v južni polovici zmernega pasu, ki ljudem severnih zmernih območij zaradi neznosne vročine vmesnega pasu ni bil dostopen. O delitvah in mejah Evrope, Azije in Afrike ponavlja Eratostena; kot vsi klasični geografi iz Aleksandra Velikega (razen Ptolemeja) vidi Kaspijsko jezero kot zaliv Severnega oceana, ki ustreza perzijskemu (Perzijski zaliv) in arabskemu (Rdeče morje) zalivu na jugu.

### Marin Tirski (okoli leta 120)
Zemljevidi sveta Marina Tirskega so bili prvi v Rimskem imperiju, ki so prikazali Kitajsko. Okoli leta 120 je Marin zapisal, da je svet, ki ga je mogoče poseliti, na zahodu omejen s Srečnimi ali blagoslovljenimi otoki (pol legendarni otoki v Atlantskem oceanu). Besedilo njegove geografske razprave je izgubljeno. Prav tako je izumil pravokotno projekcijo, ki se še danes uporablja pri ustvarjanju zemljevidov. O nekaj Marinovih mnenjih poroča Ptolemaj. Marin je menil, da so Okeanos ločeni na vzhodni in zahodni del s kontinenti (Evropa, Azija in Afrika). Mislil je, da se je naseljeni svet raztezal od zemljepisne širine Thule (najbolj oddaljena severna lokacija, omenjena v starogrški in rimski literaturi ter kartografiji; sodobne interpretacije omenjajo Orkney, Shetland, otok Saarema (Ösel) v Estoniji in norveški otok Smøla) do Agisymbe (kozorogov povratnik) in v zemljepisni dolžini od Srečnih otokov do Shera (Kitajska). Marin je skoval tudi izraz Antarktis, ki se nanaša na nasprotje polarnega kroga (tj. polarna regija okoli južnega pola Zemlje in zajema celino Antarktiko, planoto Kerguelen in druga otoška ozemlja, ki so na antarktični plošči ali južno od konvergence na Antarktiki). Njegova glavna zapuščina je, da je vsakemu kraju dodelil ustrezno zemljepisno širino in dolžino; uporabil je »Meridian Srečnih otokov (Kanarski otoki ali Zelenortski otoki)« kot ničelni poldnevnik.

### Ptolemaj (okoli leta 150)
Ohranjena besedila Ptolemajeve Geografije (grško Γεωγραφικὴ Ὑφήγησις, Geōgraphikḕ Hyphḗgēsis – geografski priročnik), prvič napisana okoli leta 150, kažejo, da je nadaljeval z uporabo Marinove pravokotne projekcije za svoje regionalne zemljevide, medtem ko je ugotovil, da ni primerna za zemljevide celotnega znanega sveta. Namesto tega je v knjigi VII. svojega dela opisal tri ločene projekcije, ki so vse težje in zveste. Ptolemaj je sledil Marinu v podcenjevanju oboda sveta; v kombinaciji z natančnimi absolutnimi razdaljami je to povzročilo tudi precenjevanje dolžine Sredozemskega morja v stopinjah. Njegov ničelni poldnevnik na Srečnih otokih je bil torej približno 10 dejanskih stopinj zahodno od Aleksandrije, kot je bilo predvideno, napaka, ki jo je Al-Khwārizmī popravil po prevodu sirskih izdaj Ptolemaja v arabščino v 9. stoletju. Najstarejši ohranjeni rokopisi dela datirajo v obnove besedila Maksima Planuda malo pred letom 1300 v samostanu Hora blizu Konstantinopla. Zdi se, da so ohranjeni rokopisi iz tega obdobja ohranili ločene recenzije besedila, ki so se razhajale že v 2. ali 4. stoletju. Prehod v nekaterih recenzijah se pripisuje Agatodemonu iz Aleksandrije z izdelavo zemljevida sveta, vendar se zdi, da niso ohranjeni zemljevidi, ki bi jih uporabljali Planudejevi menihi. Namesto tega je naročil nove zemljevide sveta, izračunane iz Ptolemajevih tisočih koordinat in sestavljenih v skladu s prvo  in drugo projekcijo besedila , skupaj z enakovrednimi regionalnimi zemljevidi. Kopija je bila prevedena v latinščino, delo Jacopa d'Angela v Firencah okoli leta 1406 in kmalu dopolnjena z zemljevidi prve projekcije. Zemljevidi z drugo projekcijo niso bili izdelani v zahodni Evropi do izdaje 1466 Nicolausa Germanusa . Zdi se, da Ptolemajeva tretja (in najtežja) projekcija sploh ni bila uporabljena, preden so nova odkritja razširila znani svet onkraj točke, ki je zagotovila uporabno obliko.
Cicerove Somnium Scipionis (Sanje o Scipiju) Zemljo opisujejo kot globus neznatne velikosti v primerjavi s preostalim delom vesolja. Številni srednjeveški rokopisi Macrobiusovih Komentarji k Snjam o Scipiju vključujejo zemljevide Zemlje, vključno z antipodi, zemljevidi območij, ki prikazujejo Ptolemajeve klime, ki izhajajo iz koncepta sferične Zemlje in diagram, ki prikazuje Zemljo (označeno kot globus terrae, sferično Zemljo) v središču hierarhično urejenih planetarnih sfer .

### Tabula Peutingeriana (4. stoletje)
Tabula Peutingeriana (Peutingerjeva tabla) je itinerarij, ki prikazuje cursus publicus, cestno omrežje v rimskem imperiju. To je kopija zemljevida iz 13. stoletja, izvirnika iz 4. stoletja, ki zajema Evropo, dele Azije (Indija) in Severno Afriko. Zemljevid je poimenovan po Konradu Peutingerju, nemškem humanistu in starinarju iz 15. do 16. stoletja. Zemljevid je odkril Konrad Celtis v knjižnici v Wormsu, ki ga ni mogel objaviti pred smrtjo, zemljevid pa je zapustil Peutingerju leta 1508. Ohranil se je v Avstrijski narodni knjižnici (Österreichische Nationalbibliothek), Hofburg, Dunaj.

## Srednji vek

### Karta Kozme Indikoplevsta (6. stoletje)
Okoli 550 je Kozma Indikoplevst napisal bogato ilustrirano Krščansko topografijo (starogrško Χριστιανικὴ Τοπογραφία, latinsko ‘’Topographia Christiana), delo, ki je deloma temeljilo na njegovih osebnih izkušnjah kot trgovca na Rdečem morju in Indijskem oceanu v začetku 6. stoletja. Čeprav je njegovo kozmogonijo izpodbija sodobna znanost, je podal zgodovinski opis Indije in Šrilanke v 6. stoletju, ki je neprecenljiv za zgodovinarje. Zdi se, da je Kozma osebno obiskal kraljevino Aksum v sodobni Etiopiji in Eritreji ter Indijo in Šrilanko. Leta 522 je obiskal Malabarsko obalo (Južna Indija). Glavna značilnost njegove Topografije je njegov pogled, da je Zemlja ploščata in da nebo tvori oblika škatle z zaobljenim pokrovom, pogled, ki ga je vzel iz nekonvencionalnih interpretacij krščanskih spisov. Kozma je želel dokazati, da so predkrščanski geografi napačno trdili, da je zemlja okrogla in da je bila dejansko oblikovana po tabernaklju, hiši bogoslužja, ki jo je Bog opisal Mojzesu v času judovskega bega iz Egipta.

### Izidorja Seviljskega T—O zemljevid (okoli 636)
Srednjeveške T—O karte izvirajo iz opisa sveta v Etymologiae Izidorja Seviljskega (umrl 636). Ta kvalitativni in konceptualni tip srednjeveške kartografije predstavlja samo zgornjo polovico sferične Zemlje . Predvideva se, da šteje za prikrito projekcijo naseljenega dela sveta, znanega v rimskih in srednjeveških časih (to je severna zmerna polovica sveta). T je Sredozemlje, ki deli tri celine, Azijo, Evropo in Afriko, O pa okoliški ocean. Jeruzalem je bil na splošno v središču zemljevida. Azija je bila običajno velikosti dveh drugih celin skupaj. Ker se je sonce dvigalo na vzhodu, je bil raj (rajski vrt) po navadi prikazan v Aziji, ta pa je bila na zgornjem delu zemljevida.

### Mappa Mundi iz Albija (8. stoletje)
Mappi Mundi iz Albija (francosko Mappa mundi d'Albi) je srednjeveški zemljevid sveta, ki je vključen v rokopis iz druge polovice 8. stoletja, ohranjen v stari zbirki knjižnice Pierre-Amalric v Albiju v Franciji . Ta rokopis izhaja iz kapiteljske knjižnice stolnice svete Cecilije. Mappa Mundi je bila oktobra 2015 med drugimi vpisana v Unescov Register svetovnega spomina .
Rokopis s karto vsebuje 77 strani. V 18. stoletju je bil imenovan "Miscellanea" (latinsko za "zbirka"). Zbirka vsebuje 22 različnih dokumentov, ki so imeli izobraževalen namen. Pergament na katerem je rokopis, je verjetno narejen iz kozje ali ovčje kože in je v zelo dobrem stanju.
Zemljevid je visok 27 cm in širok 22,5 cm. Predstavlja 23 držav na 3 kontinentih in omenja več mest, otokov, rek in morij. Znani svet je predstavljen v obliki podkve, ki se odpira na ravni Gibraltarske ožine in ga obdaja Sredozemlje, Bližnji vzhod je na vrhu, Evropa na levi in Severna Afrika na desni.

### Ibn Hawqalov zemljevid (10. stoletje)
Ibn Hawqal je bil arabski znanstvenik iz 10. stoletja, ki je razvil zemljevid sveta, ki temelji na lastnih potovalnih izkušnjah in verjetno na delu Ptolemaja. Še en tak kartograf je bil Al-Istakri. 

### Anglosaški Cottonov zemljevid sveta (c. 1040)
Ta zemljevid se pojavi v kopiji klasičnega dela o geografiji, latinske različice Priscijanove Periegesis, ki je bil v Cottonovi knjižnici (MS Tiberius B.V., gl. 56v), zbirki rokopisov, ki jih je nekoč imel sir Robert Bruce Cotton, in so zdaj v Britanski knjižnici. Namen ni zgolj ponazoritev tega dela, saj vsebuje veliko gradiva, zbranega iz drugih virov, vključno z nekaterimi najnovejšimi, čeprav temelji na oddaljenem rimskem izvirniku (podobnem viru drugega svetovnega zemljevida iz 11. stoletja, ki ilustrira izdajo Izidorja Seviljskega) - na katerem se zdi, da mreža linij kaže meje imperialnih provinc. Datacija risanja je bila nekoč ocenjena na približno leta 992–994, na podlagi predlaganih povezav potovanj nadškofa Sigerica iz Canterburyja iz Rima , vendar novejše analize kažejo, da je bil zemljevid, čeprav je bil popravljen, takrat narisan verjetno med 1025 in 1050. 
Podobno kot poznejši zemljevid Al-Idrisija (glej spodaj) je ta zemljevid očitno zunaj večinoma simbolne zgodnjesrednjeveške kartografske tradicije, vendar prav tako ne temelji na slavnem Ptolemajevem koordinatnem sistemu. Vzhod je na vrhu, vendar Jeruzalem ni v središču, Rajski vrt pa ni nikjer viden. Nenavadno so vse vodne poti Afrike, ne le Rdeče morje, prikazane v rdeči barvi (gore so zelene). Upodobitev Daljnega vzhoda je ambiciozna, vključno z Indijo in Taprobanom (Šrilanka) - slednja je upodobljena v skladu s pretirano klasično predstavo o njeni velikosti. Ne preseneča, da je Britanija sama podrobno opisana. Velika Britanija, nenavadno po srednjeveških standardih, je prikazana kot en otok, čeprav s pretiranim cornwalskim rtom, Mona, Irska in številni škotski otoki so vsi označeni. Kartograf je Islandijo prikazal rahlo zmedeno, saj jo prikazuje tako z različico njenega klasičnega imena „Thule“, severozahodno od Britanije in kot „otok“, ki je logično povezan s Skandinavijo.
Odprta dostopna digitalna slika zemljevida z oznakami kraja in imeni je vključena med trinajst srednjeveških zemljevidov sveta, ki so bili urejeni v projektu Virtual Mappa. sims.digitalmappa.org/workspace/#965fe731

### Beatusov Mappa Mundi (1050)
Beatus iz Liébane (ok. 730–798) je bil asturski menih in teolog. Sodeloval je z Alkuinom in sodeloval pri kontroverznem delu Adopcionizem, kritiziral je poglede škofa Felixa iz Urgela in Elipanda Toledskega. Danes se ga najbolj spominjamo kot avtorja Komentarja o Apokalipsi, objavljenega leta 776. Saint-Sever Beatus s komentarjem (znan tudi kot Apokalipsa Saint-Sever (Pariz, Nacionalna knjižnica, MS lat. 8878), romanski iluminiran rokopis iz 11. stoletja), je nastal okoli leta 1050 v opatiji Saint-Sever, Aquitaine v Franciji. Vsebuje eno najstarejših krščanskih zemljevidov sveta kot ilustracijo Komentarja. Čeprav izvirni rokopis in zemljevid nista ohranjena, so kopije zemljevida v številnih obstoječih rokopisih.

### Zemljevid Mahmuda al-Kašgarija (1072)
Karakanidski ujgurski učenjak Mahmud al-Kašgari je sestavil Zbirko turških jezikov (turško Dīwān Lughāt al-Turk) v 11. stoletju. Rokopis je ilustriran s "turkocentričnim" zemljevidom sveta, usmerjenim proti vzhodu (ali pa morda v smeri srednjepoletnega sončnega vzhoda), ki je osredotočen na starodavno mesto Balasagun v današnjem Kirgizistanu, prikazuje Kaspijsko jezero na severu ter Irak, Armenijo, Jemen in Egipt na zahodu, Kitajsko in Japonsko na vzhodu, Hindustan, Kašmir, Gog in Magog na jugu. Običajni simboli so uporabljeni na vseh straneh - modre črte za reke, rdeče črte za gorske verige, itd. Svet je prikazan kot obkrožen z oceanom. Zemljevid se zdaj hrani v muzeju Pera v Carigradu.

### Al-IdrizijevaTabula Rogeriana(1154)
Maroški geograf Al-Idrizi je vključil znanje o Afriki, Indijskem oceanu in Daljnem vzhodu, ki so ga zbrali arabski trgovci in raziskovalci, z informacijami, ki so jih podedovali po klasičnih geografih, da bi ustvaril najbolj natančno karto sveta v tistem času in ostala najbolj natančna naslednja tri stoletja. Tabula Rogeriana (Nuzhat al-mushtāq fi'khtirāq al-āfāq, arabsko نزهة المشتاق في اختراق الآفاق‎v prevodu knjiga prijetnih potovanj v daljne dežele) je Al-Idrisi narisal leta 1154 za normanskega kralja Rogerija II. Sicilskega, po osemnajstih letih bivanja na njegovem dvoru, kjer je delal na komentarjih in ilustracijah zemljevida. Zemljevid, napisan v arabščini, v celoti prikazuje evrazijsko celino, a prikazuje le severni del afriške celine.

### Ebstorfska Mappa Mundi (1235)
Ebstorfska karta je bila primer evropske mappa mundi, ki jo je izdelal Gervase Ebstorfski, ki je bil verjetno isti človek kot Gervase iz Tilburyja, nekaj časa v 13. stoletju. To je bil zelo velik zemljevid: naslikan na 30 kozjih kožah sešitih skupaj, meril je približno 3,6 m × 3,6 m. Kristusova glava je bila upodobljena na vrhu zemljevida, z rokama na obeh straneh in nogami na dnu. Zemljevid je bila zelo izpopolnjena različica srednjeveškega tristranskega ali T—O zemljevida; središče je bilo v Jeruzalemu z vzhodom na vrhu zemljevida. Predstavljal je Rim v obliki leva in je imel očiten interes za razdelitev škofij. Izvirnik je bil uničen med drugo svetovno vojno, vendar so ostale fotografije in barvne kopije.

### Herefordska Mappa Mundi (1300)
Herefordska Mappa Mundi je podroben zemljevid, ki temelji na slogu zemljevida T—O iz leta c. 1300. Zemljevid je podpisal neki "Richard of Haldingham ali Lafford". Narisan je na enem listu veluma in meri 158 x 133 cm. Pisanje je v črni barvi, z dodatno rdečo in zlato, modro ali zeleno barvo za vodo (z Rdečim morjem pobarvanim rdeče). Napisi jasno kažejo na številne funkcije teh velikih srednjeveških kart, ki poleg geografije posredujejo množico informacij o biblijskih predmetih in splošni zgodovini.
Jeruzalem je narisan v središču kroga, vzhod je na vrhu in prikazuje Rajski vrt v krogu na robu sveta (1). Velika Britanija je narisana na severozahodni meji (spodaj levo, 22 in 23). Zanimivo je, da so oznake za Afriko in Evropo obrnjene, Evropa pa je v rdeči in zlati barvi označena kot „Afrika“ in obratno.
Med trinajstimi srednjeveškimi zemljevidi sveta, ki so jih uredili v projektu Virtual Mappa, je vključena digitalna podoba zemljevida z več kot 1000 oznakami krajev in imen in je javno dostopna.

### Zemljevid sveta Pietra Vesconteja (1321)
Italijanski geograf Pietro Vesconte je bil pionir na področju portolanskega zemljevida. Njegove pomorske karte so med najzgodnejšimi za natančno kartiranje sredozemskih in črnomorskih regij. Prav tako je postopoma prikazal natančnejše prikaze obal severne Evrope. Na svojem zemljevidu sveta iz leta 1321 je prenesel svoje izkušnje kot izdelovalca portolanov; zemljevid je žanrska mappa mundi s predhodno neznano natančnostjo. Zemljevid sveta in zemljevid Svete dežele ter načrt Ako in Jeruzalema so bili narejeni za vključitev v Marina Sanuta starejšega Liber secretorum fidelium cruces. 

### Katalonski Atlas sveta (1375)
Katalonski atlas sveta je izdelala Majorska kartografska šola in se pripisuje  Abrahamu Cresqueju. V Francoski kraljevi knjižnici (zdaj Bibliothèque nationale de France) je bila v času Karla V.. Katalonski atlas je prvotno sestavljalo šest velumovih listov, ki so bili obrnjeni zloženi po sredini v različnih barvah, vključno z zlato in srebrno. Prva dva lista vsebujeta besedila v katalonskem jeziku o kozmografiji, astronomiji in astrologiji. Ta besedila spremljajo slike. Besedila in ilustracija poudarjata sferična oblika Zemlje in stanje znanega sveta. Prav tako zagotavljajo informacije mornarjem o plimovanju in o tem, kako napovedati čas ponoči.
Za razliko od mnogih drugih pomorskih kart, se katalonski atlas bere s severom na dnu. Zaradi tega so zemljevidi usmerjeni od leve proti desni, od Daljnega vzhoda do Atlantika. Prva dva lista, ki tvorita orientalski del katalonskega atlasa, ponazarjata številne verske reference in sintezo srednjeveških mappae mundi (Jeruzalem blizu centra) in turistično literaturo tistega časa, predvsem knjigo sira Johna Mandevilla Potovanja Marka Pola. Številna indijska in kitajska mesta je mogoče prepoznati.

### "Da Ming Hunyi Tu" — karta sveta (po 1389)
Da Ming Hunyi Tu (kitajsko 明 混 一 图; dobesedno: "Združeni zemljevid Velikega cesarstva Ming") je zemljevid sveta, ki je bil verjetno narejen v poznem 14. ali 15. stoletju , kaže Kitajsko v središču in Evropo, pol poti okoli sveta, upodobljeno zelo majhno in horizontalno stisnjeno na robu. Afriška obala je kartirana iz perspektive Indijskega oceana, in prikazuje območje Rta dobrega upanja. Menijo, da so bili tovrstni zemljevidi narejeni že od leta 1320, vendar so bili vsi prejšnji primerki izgubljeni, zato je najzgodnejši ohranjen, barvit Da Ming Hun Yi Tu, naslikan na 17 m2 svile.

### Kangnidozemljevid sveta (1402)
Main article: Kangnido
Kangnido (polno ime Honil Gangni Yeokdae Gukdo Ji Do in pomeni »Zemljevid integriranih dežel in regij zgodovinskih držav in glavnih mest«)  je zemljevid sveta, izdelan v Koreji leta 1402. Ustvarjen pod nadzorom korejskih uradnikov v okviru kulturnega projekta novo ustanovljene dinastije Joseon, je najbolj znan primer zemljevidov znanega sveta, ki temelji na kitajskih kartografskih tehnikah z dodatnim prispevkom iz zahodnih virov, preko islamskih učenjakov v mongolskem imperiju. Povsem podoben Da Ming Hun Yi Tu (ki je na zahodu manj znan, ker se hrani v zaprtem arhivu), Kangnido kaže korejski izvor v širitvi te države in vključuje veliko izboljšav (čeprav napačno postavljen) zemljevida Japonske. Na drugem mestu se na zemljevid izkaže kot dekorativen in ne za praktičen namen, zlasti pri upodobitvi rečnih sistemov, ki tvorijo nenaravne zanke, ki se redko pojavljajo na kitajskih zemljevidih. Kljub temu velja, da je »boljši od vsega, kar se je proizvedlo v Evropi pred koncem petnajstega stoletja«. 

### De Virgov zemljevid sveta (1411–1415)
De Virgv zemljevid je izdelal Albertinus de Virga med letoma 1411 in 1415. Benečan je znan tudi po zemljevidu Sredozemlja iz leta 1409, prav tako narejen v Benetkah. Zemljevid sveta je okrogel, narisan na kosu pergamenta 69,6 cm × 44 cm. Sestavljen je iz samega zemljevida, premera približno 44 cm in podaljška, ki vsebuje koledar in dve tabli.

### Biancov zemljevid sveta (1436)
Atlas Andrea Bianca iz leta 1436 obsega deset listov pergamenta, ki merijo 29 cm × 38 cm, v vezavi iz 18. stoletja. Prvi list vsebuje opis pravila marteloio (srednjeveška tehnika navigacijskega računanja, ki uporablja smer kompasa, razdaljo in preprosto trigonometrično tabelo, znano kot toleta de marteloio) za določanje smeri, s "krogom in kvadratom", dvema tablicama in dvema drugim diagramoma. Naslednjih osem listov vsebuje različne navigacijske karte. Deveti list vsebuje krožni zemljevid sveta, ki meri 25 cm v obsegu. In zadnji list vsebuje Ptolemajev zemljevid sveta na Ptolemajevi prvi projekciji, z razdelitvijo. Nekateri menijo, da so Biancovi zemljevidi prvič pravilno prikazali obalo Floride, saj je makro polotok povezan z velikim otokom z oznako Antillia. Bianco je sodeloval tudi z Fra Maurom pri njegovem zemljevidu sveta iz leta 1459.

### Borgijev zemljevid sveta (zgodnje 15. stoletje)
Borgijev zemljevid sveta je v glavnem dekorativni primer, ki je nastal v zgodnjem 15. stoletju in je vgraviran na kovinsko ploščo.

### Genoveške karte (1457)
Genovska karta iz leta 1457 je zemljevid sveta, ki se je v veliki meri opiral na opise popotnika v Azijo Niccoloja da Contija, namesto na običajne vire Marca Pola.  Avtor je neznan, vendar je bolj sodoben razvoj kot zemljevid Fra Maura, manj zapleten in popoln, s precej dobrimi razsežnostmi, danimi vsaki od celin. Na zemljevidu so prikazane glavne znamenitosti tistega časa: Prezbiter Ivan v Afriki, Veliki kan na Kitajskem, "Xilam" (Cejlon) in Sumatra, ter zasnova evropske ladje trijambornice v Indijskem oceanu, kar se ni dogajalo. 

### Fra Maurov zemljevid sveta (1459)
Karto Fra Maura je med letoma 1457 in 1459 izdelal beneški menih Fra Mauro. To je krožna planisfera, narisana na pergamentu in postavljena v lesen okvir, premera približno 2 metra. Prvotni zemljevid sveta sta izdelala Fra Mauro in njegov pomočnik Andrea Bianco, mornar-kartograf, po naročilu portugalskega kralja Afonza V.. Zemljevid je bil končan 24. aprila 1459 in poslan na Portugalsko, vendar do danes ni ohranjen. Fra Mauro je umrl naslednje leto, ko je izdeloval kopijo zemljevida za Benetke. Kopijo je dokončal Andrea Bianco.
Zemljevid je ohranjen v Museo Correr v Benetkah.

### Martellusov zemljevid sveta (1490)
Zemljevid sveta Henricusa Martellusa Germanusa (latinizirano Heinrich Hammer), c. 1490, je bil izredno podoben globusu Erdapfel, ki ga je leta 1492 izdelal Martin Behaim. Oba prikazujeta močne vplive iz Ptolemaja in oba lahko izvirata iz kart, ki jih je okoli leta 1485 v Lizboni izdelal Bartolomej Kolumb. Čeprav naj bi bil Martellus rojen v Nürnbergu, Behaimovem domačem kraju, je od leta 1480 do 1496 živel in delal v Firencah.

### Behaimov globusErdapfel(1492)
Erdapfel (nemško 'zemeljsko jabolko'), ki ga je leta 1492 izdelal Martin Behaim, velja za najstarejši ohranjen globus. Zgrajen je iz laminirane platnene krogle, ojačane z lesom in prekrit z zemljevidom, ki ga je naslikal Georg Glockendon . Amerike še niso vključene, ker se je Kolumb vrnil v Španijo šele marca 1493. Prikazuje dokaj razširjeno evrazijsko celino in prazen ocean med Evropo in Azijo. Karibski otoki so lahko predstavljeni že pred Kolumbovim povratkom, pod imenom mistični otok sv. Brendana. Japonska in azijski otoki so nesorazmerno veliki. Ideja, da se globus imenuje "jabolko", je lahko povezana z Reichsapfel ("cesarsko jabolko", Globus cruciger), ki so ga tudi hranili v Nürnbergu skupaj s cesarskimi regalijami (Reichskleinodien). Leta 1907 je bil prenesen v Germanski narodni muzej v Nürnbergu.

## Po letu 1492

### Zemljevid Juana de la Cosa (1500)
Juan de la Cosa, španski kartograf, raziskovalec in konkvistador, rojen v Santoñi v severni avtonomni pokrajini Kantabrija, je izdelal več zemljevidov, od katerih je edini ohranjen Mappa Mundi iz leta 1500. To je prva znana evropska kartografska predstavitev Amerik. Zdaj je v Museo Naval v Madridu. Njegove reprodukcije je Humboldt prikazal v svojem Atlas géographique et physique.

### Cantinov zemljevid sveta (1502)
Cantinov zemljevid sveta (Cantinova planisfera) je najzgodnejši zemljevid, ki prikazuje portugalska odkritja na vzhodu in zahodu. Ime je dobil po Albertu Cantinu, agentu vojvode Ferrare, ki ga je leta 1502 uspešno pretihotapil iz Portugalske v Italijo. Prikazuje Karibe in obalo Floride, pa tudi Afriko, Evropo in Azijo. Zemljevid je še posebej opazen zaradi upodobitve fragmentarnega zapisa brazilske obale, ki jo je leta 1500 odkril portugalski raziskovalec Pedro Álvares Cabral, ki je domneval, da je šlo le za otok  ali del celine, na katerega so španske ekspedicije naletele na severu (Amerigo Vespucci).

### Caverijev zemljevid (c. 1505)
Caverijev zemljevid je zemljevid, ki ga je narisal Nicolay de Caveri, približno leta 1505. Ročno je narisan na pergamentu in obarvan, sestavljen je iz desetih odsekov ali plošč, ki merijo 2,25 x 1,15 m. Zgodovinarji menijo, da je bil ta nedatiran zemljevid, podpisan z "Nicolay de Caveri Januensis", dokončan leta 1504–05. Verjetno ga je v Lizboni naredil Genovežan Canveri ali pa ga je kopiral v Genovi iz zelo podobne Cantinove karte. Prikazuje vzhodno obalo Severne Amerike s presenetljivimi podrobnostmi in je bil eden od glavnih virov, uporabljenih za izdelavo Waldseemüllerjevega zemljevida leta 1507. Caverijev zemljevid je trenutno v Bibliothèque Nationale de France v Parizu.

### Ruyschov zemljevid sveta (1507)
Johannes Ruysch, raziskovalec, kartograf, astronom in slikar iz Nizozemskih dežel, je izdelal drugo najstarejšo tiskano predstavitev novega sveta . Ruyschov zemljevid je bil objavljen in široko razširjen leta 1507. Uporablja Ptolemajevo projekcijo, prav tako kot Contarini-Rossellijev zemljevid iz 1506. Oba dokazujeta odkritja Krištofa Kolumba kot tudi odkritja Johna Cabota, vključno z informacijami iz portugalskih virov in poročil Marca Pola. Na njegovem zemljevidu so zapiski, ki so bili očitno iz portugalskih virov. Nova Fundlandija in Kuba sta prikazani povezani z Azijo, kot sta verjela Kolumb in Cabot. »Sipganus« (Japonska po Marcu Polu) je identična z »Spagnola« (Hispaniola) na Ruyschovem zemljevidu. Prisotnost polenovke je navedena na Ruyschovem zemljevidu na območju Grand Banks Nove Fundlandije in kaže odkritja, ki so jih Portugalci naredili vzdolž afriške obale in kaže Indijo kot trikotni polotok s pravilnim razmerjem in položajem Cejlona. Grenlandija je prikazana v povezavi z Novo Fundlandijo in Azijo na Ruyschovem zemljevidu, ne pa v Evropi, kot so ju kazali prejšnji zemljevidi. Okoli severnega pola je Ruysch narisal otoke na podlagi poročil iz knjige Inventio Fortunata angleškega brata Nicholasa Lynna. Otok nad Norveško kaže izjemne podobnosti s Svalbardom, ki jih niso odkrili do leta 1597 (Willem Barents). Ruysch jih imenuje »evropska Hyberborea«, polotok, ki se razteza proti njej, pa je jasno označen s cerkvijo »Sancti Odulfi«, (svetega Olafa) v Vardøju na obali Finske.

### Waldseemüllerjev in Ringmannov zemljevid (1507)
Kartografa Martin Waldseemüller in Matthias Ringmann iz južne Nemčije, ki ju je podprl prijatelj René II., vojvoda Lorene, sta več let zbirala podatke zemljevidov, vključno z informacijami o najnovejših odkritjih, da bi izdelala novo kolektivno geografsko in kartografsko delo. Skupaj s knjigo so prvič v zgodovini vključili ime Amerika na zemljevid, saj so bili trdno prepričani, da je Amerigo Vespucci odkril novo celino na svojem potovanju in ne le nekaj manjših otokov kot Krištof Kolumb v Zahodni Indiji
- Zemljevid Juana de la Cosa, prikazano zasukano v desno (v originalnem rokopisu severno od leve strani), 1500
- Cantinova planisfera, 1502, Biblioteca Estense, Modena
- Caveriov zemljevid (c.1505), Bibliothèque Nationale de France, Pariz
- Ruysch zemljwvid sveta, 1507
- Waldseemüllerjev zemljevid s skupnimi listi, 1507

### Zemljevid Pirija Reisa (1513)
Main article: Piri Reis map
Zemljevid Pirija Reisa je znamenit zemljevid sveta, ki ga je izdelal turški admiral in kartograf Piri Reis v 16. stoletju. Ohranjena je tretjina zemljevida, ki z razumno natančnostjo prikazuje del zahodnih obal Evrope in Severne Afrike, obala Brazilije pa je tudi zlahka prepoznavna. Prikazani so različni atlantski otoki, vključno Azori in Kanarski otoki, kot tudi mitski otok Antilia. Zemljevid je vreden pomena zaradi njegovega očitnega podaljšanja ameriškega kontinenta na jugovzhod, da bi prikazal južno kopno, za katerega nekateri trdijo, da je dokaz za zgodnjo zavest o obstoju Antarktike. Alternativno je bilo predlagano, da je to dejansko zapis o obali vse do Rta Horn, ki so ga pred 1507 (ko se je pojavil na Waldseemüllerjevem zemljevidu) portugalski navigatorji odkrivali na skrivaj in upognjen južno proti vzhodu, da se enostavno prilega na pergament.

### Zemljevid Pietra Coppa (1520)
Zemljevid, ki ga je narisal Pietro Coppo, je bil eden zadnjih zemljevidov sveta, na katerem je bil upodobljen "Zmajev rep", ki se razteza proti jugu od skrajnega vzhodnega roba Azije.

### Zemljevid Dioga Ribeira (1527)
Diogo Ribeiro, portugalski kartograf, ki je delal za Španijo, je naredil tisto, kar velja za prvi znanstveni zemljevid sveta: Padrón Real (1527) je prvi zemljevid sveta, ki temelji na opazovanju empirične zemljepisne širine. Obstaja 6 izvodov, ki jih pripisujejo Ribeiru, vključno v knjižnici Velikega vojvodstva Weimar (1527 Mundus Novus) in v Biblioteca Apostolica Vaticana v Vatikanu (1529 Carta Universal). Na položaj zemljevida (Mapamundi) so močno vplivale informacije, pridobljene med potovanjem Magellan-Elcano po svetu. Ribeirov zemljevid zelo natančno opisuje obale Srednje in Južne Amerike. Vendar se niti Avstralija niti Antarktika ne pojavljata, indijska podcelina pa je premajhna. Zemljevid kaže prvič resnično podaljšanje Tihega oceana. Prav tako prvič prikazuje severnoameriško obalo kot neprekinjeno (na katero je verjetno vplivalo raziskovanje Estêvão Gomesa leta 1525). Prav tako kaže razmejitev Tordesilljske pogodbe.

### Mercatorjev zemljevid sveta (1569)
Flamskega geografa in kartografa  Gerardusa Mercatorja zemljevid sveta iz leta 1569 je uvedel cilindrično kartografsko projekcijo, ki je postala standardna kartografska projekcija, znana kot Mercatorjeva projekcija. Bila je velika planisfera z merami 202 x 124 cm, natisnjena na osemnajstih listih. Medtem ko je linearna lestvica konstantna v vseh smereh okoli katere koli točke, s čimer se ohranjajo koti in oblike majhnih objektov (zaradi česar je projekcija konformna), Mercatorjeva projekcija izkrivlja velikost in obliko velikih objektov, saj se lestvica povečuje od ekvatorja do polov, kjer postane neskončno. Naslov (Nova et Aucta Orbis Terrae Descriptio ad Usum Navigatium Emendate -  Nova in razširjena oznaka Zemlje, ki je uporabljen za navigacijo) in legende zemljevida kažejo, da je bil zemljevid izrecno zasnovan za uporabo pomorske navigacije. Glavna značilnost projekcije je, da so smerne linije, smeri jadranja s konstantnim ležiščem, preslikani na ravne črte na zemljevidu. Razvoj Mercatorjeve projekcije je predstavljal velik preboj v pomorski kartografiji 16. stoletja, čeprav so jo pomorski narodi le počasi sprejemali.

### Theatrum Orbis TerrarumAbrahama Orteliusa (1570)
Theatrum Orbis Terrarum  je prvi pravi moderni atlas sveta. Delo  Abrahama Orteliusa, ki je bilo prvič natisnjeno 20. maja 1570 v Antwerpnu, je sestavljala zbirko enotnih listov kart in spremnega besedila, ki naj bi tvorilo knjigo, v kateri so odtisnjene gravirane bakrene tiskarske plošče. Orteliusov atlas se včasih omenja kot povzetek kartografije 16. stoletja. Številni zemljevidi so temeljili na virih, ki ne obstajajo več ali so zelo redki. Ortelius je priložil edinstven seznam virov (Catalogus Auctorum), kjer so identificirana imena sodobnih kartografov, od katerih so nekateri ostali nejasni. Tri latinske izdaje tega (poleg nizozemske, francoske in nemške izdaje) so se pojavile pred koncem leta 1572; petindvajset izdaj je izšlo pred Orteliusovo smrtjo leta 1598; kasneje je bilo objavljenih še nekaj drugih, saj so po atlasu še naprej povpraševali do približno leta 1612.

### Die ganze Welt in einem KleberblatHeinricha Büntinga (1581)
Büntingov zemljevid kot trilistna deteljica, znan tudi kot Svet v deteljici (nemški naslov: Die ganze Welt in einem Kleberblat/Welches ist der Stadt Hannover meines lieben Vaterlandes Wapen), je zgodovinska mappa mundi, ki ga je sestavil nemški protestantski pastor, teolog in kartograf Heinrich Bünting. Zemljevid je bil objavljen v njegovi knjigi Itinerarium Sacrae Scripturae (Potovanje skozi Sveto pismo) leta 1581.
Danes je zemljevid v zbirki kart Eran Laor v Izraelski narodni knjižnici v Jeruzalemu. Na ograji trga Safra na strani mestne hiše v Jeruzalemu je nameščen mozaični model zemljevida.
Zemljevid je figurativna ilustracija v obliki srednjeveškega formata mappa mundi, ki prikazuje svet skozi obliko detelje . Oblika je simbolizacija krščanske Svete trojice in sestavni del simbolizacije nemškega mesta Hanover, kjer se je rodil Bünting. Mesto Jeruzalem je predstavljeno kot središče, obdano s tremi osrednjimi celinami, pri čemer je nekaj območij sveta ustrezno prikazano ločeno od detelje.
- Karta Pietra Coppa, Benetke, 1520
- Zemljevid Dioga Ribeire, "Propagandni zemljevid" (1529), Biblioteca Apostolica Vaticana
- Abraham Ortelius, Theatrum Orbis Terrarum (1570)
- Die ganze Welt in einem Kleberblat. Jeruzalem je na sredini zemljevida obkrožen s tremi kontinenti.

### "Kunyu Wanguo Quantu" Mattea Riccija (1602)
Kunyu Wanguo Quantu (kitajsko 輿 萬 國 全 圖, dobesedno »zemljevid neštetih držav sveta«, italijansko Carta Geografica Completa di tutti i Regni del Mondo - popolna geografska karta vseh kraljestev sveta), ki ga je italijanski jezuitski misijonar Matteo Ricci natisnil na zahtevo cesarja Wanlija leta 1602, je prvi znani kitajski zemljevid sveta na Kitajskem (in prvi kitajski zemljevid, ki prikazuje ameriške zvezne države) in opise različnih regij sveta, kratek opis odkritja Amerik, polarne projekcije, znanstvena razlaga vzporednic in meridianov ter dokaz, da je Sonce večje od Lune. Po kitajski kartografski konvenciji je Ricci postavil Kitajsko (Srednje kraljestvo) v središče sveta. Ta zemljevid je pomemben znak širjenja kitajskega znanja o svetu in pomemben primer kulturnega sinkretizma neposredno med Evropo in Kitajsko. Izvažali so ga tudi v Korejo in na Japonsko..

### Hendrika Hondiusa zemljevid (1630)
Nova Totius Terrarum Orbis Geographica ac Hydrographica Tabula je zemljevid sveta, ki ga je leta 1630 ustvaril Hendrik Hondius in objavljen naslednje leto v Amsterdamu, v atlasu Atlantis Maioris. Vključene so ilustracije štirih elementov ognja, zraka, vode in zemlje. Na štirih vogalih so portreti Julija Cezarja, Klaudija Ptolemaja in prvih dveh založnikov atlasa, Gerarda Mercatorja in Jodocusa Hondiusa, očeta Hendrika . Med njegovimi trditvami, da ni mogoče, je dejstvo, da je bil to prvi datirani zemljevid, objavljen kot atlasa in zato prvi široko dostopni zemljevid, ki prikazuje kateri koli del Avstralije, edini zemljevid, ki je to že imel in sicer Hessela Gerritsza leta 1627 Caert van't Landt van d'Eendracht (karta dežele Eendracht), ni bil široko razširjen ali priznan. Prikazana avstralska obala je del zahodne obale polotoka Cape York, ki jo je odkril Jan Carstensz leta 1623. Zanimivo je, da na zemljevidu niso prikazane značilnosti zahodne obale, prikazane v Gerritszovi Caert.

### Zemljevid Nicolaesa Visscherja (1658)
To gravirano dvojno hemisferno karto, Orbis Terrarum Nova et Accuratissima Tabula, je leta 1658 v Amsterdamu ustvaril Nicolaes Visscher. Vsebuje tudi manjše severne in južne polarne projekcije. Meja je okrašena z mitološkimi prizori, v vsakem vogalu, ki jih je risal slikar Nicolaes Berchem in prikazujejo Zevsa, Neptuna, Perzefone in Demetre. To je zgodnji primer visoko okrašenih nizozemskih zemljevidov sveta. 

### Gerarda van Schagena zemljevid sveta (1689)
Gerard van Schagen (približno 1642–1724?) je bil kartograf iz Amsterdama, znan po svojih izvrstnih reprodukcijah zemljevidov, zlasti tistih, ki so jih izdelali Nicolaes Visscher I. in Frederick de Wit.  Zemljevid je iz leta 1689. Prvotna velikost je 48,3 cm × 56,0 cm in je bil izdelana kot bakrotisk. Obstaja samo en znan primer, ki je na univerzi v Amsterdamu.

### Samuela Dunna zemljevid sveta (1794)
Samuel Dunn (umrl 1794) je bil britanski matematik in ljubiteljski astronom. Njegov zemljevid pokriva ves svet v projekciji z dvojno poloblo. Ta zemljevid je sledil kmalu po raziskovanju kapitana Cooka na Arktiki in severozahodu Pacifika, tako da je znan splošni oris Severne Amerike. Ko pa je bil izdelan ta zemljevid, se je nekaj kopenskih odprav napotilo proti zahodu preko reke Mississippi. 